# Барнаульский автобус
Барнаульский автобус был пущен 4 июня 1929 года. По состоянию на 2023 год в Барнауле действует 63 автобусных маршрута. Из которых 52 выполняют ежедневные перевозки, а 11 являются сезонными и действуют в период с середины апреля до середины октября.
Цена проезда с 1 мая 2025 года — 40 рублей по наличному расчёту, по карте «Электронный Барнаул» — 29 рублей
С 6 мая в Барнауле  начали ездить  новые автобусы  от бренда KAMAZ(по 1 и 10 маршруту)

## История
Первый пассажирский маршрут в Барнауле был открыт 4 июня 1929 года. Он соединял площадь Свободы, Социалистический проспект и железнодорожный вокзал. Второй маршрут начал действовать в конце 1937 года, обслуживая Нагорную часть города, Старый базар и железнодорожный вокзал. Из-за отсутствия мощённых и асфальтированных дорог этот маршрут периодически отменялся в осенне-весенний период. Перевозкой пассажиров в это время занималась контора «Автокоммунтранс», располагавшая 10-ю грузовыми автомобилями итальянского производства «Лянч». Для удобства горожан, кузова машин были переоборудованы уже на месте. К 1939 году в Барнауле насчитывалось 6 маршрутов, которые соединяли площадь Свободы через 3 проспекта: Красноармейский, Социалистический, Ленина с железнодорожным вокзалом, ВРЗ, БМК и АЗА. Стоимость проезда между двумя остановками составляла 10 копеек.
В 1940 году на дорогах Барнаула появились советские автобусы ГАЗ-03-30 (16 мест) и ЗИС-16 (24 места), собранные на базе грузовиков. С началом Великой Отечественной войны пассажирские перевозки были прекращены, а освободившийся транспорт отдан на нужды госпиталей. К 1950 году возобновилось транспортное сообщение центра города с Нагорной частью и восточной окраиной до завода Барнаултрансмаш и нефтебазы.
До 1990-х годов обслуживанием автобусных маршрутов занималось муниципальное автотранспортное предприятие. Парк пополнялся машинами ЛАЗ, ЛиАЗ, Икарус. С середины 1990-х годов в городе появились частные коммерческие маршруты, в больших объёмах закупались б/у автобусы из Германии, Швеции и других европейских стран. Какое-то время Барнаул был известен наличием на городских маршрутах двухэтажных MAN SD200 и MAN SD202 (1979—1980 годов выпуска). Тогда же большое распространение получили маршрутные микроавтобусы ГАЗель, а впоследствии Chang-Chung, Higer, Hyundai County и другие. С конца 1990-х годов стали появляться и российские ЛиАЗ-5256. В 2009 году компанией «Евробус» были закуплены новые Scania OmniLink петербургской сборки и Волжанин-6270.
С 2010 года началась оптимизация автобусного движения, фактически ведущая к сокращению маршрутной сети. За период с 2010 по 2015 год, были отменены или объединены многие маршруты. Тогда же началось сокращение автобусов большой вместимости, замена их транспортными средствами среднего и малого классов.

## Подвижной состав
Основой подвижного состава являются пассажирские автобусы Mercedes-Benz O405, Scania OmniLink, а также микроавтобусы ГАЗель, Hyundai County, Ford Transit.
Маршрутные такси:
- Ford Transit
- ГАЗель NEXT
- ГАЗель CITY
- Hyundai County
- ПАЗ-3204

В различные периоды в Барнауле эксплуатировались автобусы:
- Mercedes-Benz Citaro
- Neoplan N4021
- Scania N113CLB
- Альтерна-4216
- Волжанин-6270
- ЛиАЗ-5256

## Маршруты
| Действующие маршруты | Действующие маршруты | Действующие маршруты                                                                    | Действующие маршруты | Действующие маршруты | Действующие маршруты |
| №                    | Маршрут | Интервал                                                                                | Примечание |                      |                      |
| -------------------- | --- | --------------------------------------------------------------------------------------- | --- | -------------------- | -------------------- |
| 1                    | «Спартак-2» — ул. Большая Олонская — ул. Мамонтова — Речной вокзал — пр. Ленина — ул. Петра Сухова — ул. Малахова — ул. Эмилии Алексеевой — ул. Попова — ул. Гущина — ул. Кавалерийская — ул. Юрина — ул. Солнечная Поляна — ул. Энтузиастов — ул. 65 лет Победы — ул. Сергея Семёнова — ул. Солнечная Поляна — ул. Взлетная — пр. Энергетиков — ул. Балтийская — мкр. Балтийская крепость                                                                                           | с 06:30 до 19:00 9-19 минут с 19:00 до 23:14 18 — 75 минут                              | Временно работает без заезда на ул. 65 лет Победы и ул. Сергея Семёнова. То есть автобус едет по ул. Солнечная Поляна. Также маршрут был убран и создан заново |                      |                      |
| 2                    | санаторий «Энергетик» — ул. Новосибирская — ул. Весенняя — ул. Радужная — ул. Ржевская — Лесной тракт — Южный тракт — Змеиногорский тракт — ул. Аванесова — пр. Красноармейский — пр. Строителей — пр. Калинина — ул. Кулагина — ул. Лесокирзаводская — ул. Понтонный Мост — ул. Остров Кораблик — ул. Красноярская — поселок Ильича | с 06:03 до 09:00 14-28 минут с 09:00 до 14:00 14-42 минуты с 14:00 до 20:59 14-28 минут | |                      |                      |
| 6                    | Барнаульский зоопарк — ул. Энтузиастов — ул. 65 лет Победы — ул. 280-летия Барнаула — ул. Солнечная поляна — ул. Юрина — ул. Попова — ул. Георгия Исакова — ул. Островского — ул. Антона Петрова — ул. Телефонная — ул. Советской Армии — пр. Коммунаров — ул. Меланжевая — ул. Матросова — пр. Ленина — ул. Никитина — пр. Комсомольский — ул. Анатолия — Элеватор | с 05:35 до 09:00 7-5 минут с 09:00 до 20:00 5-10 минут с 20:00 до 21:25 4 - 15 минут    | Совсем недавно стал регулируемым маршрутом |                      |                      |
| 9                    | ул. Привокзальная (пл. Победы) — пр. Строителей — Павловский тракт — ул. Трактовая — Южный проезд — ул. Куета — Южный проезд — ул. Дальняя — ул. Новосибирская — ул. Ветеринарная — ул. Ковыльная — ул. Сосновая — ул. Новосибирская — санаторий «Энергетик» | Точного расписания нет                                                                  | В часы низкого пассажиропотока движение автобуса 9 может осуществляться в режиме экспресса (с остановками по требованию).                                      |                      |                      |
| 10                   | ЛДП «Спартак-2» — ул. Большая Олонская — ул. Мамонтова — Речной вокзал — пр. Ленина — ул. Северо-Западная — ул. Антона Петрова — ул. Малахова — ул. Сухэ-Батора — ул. 50 лет СССР — ул. Георгиева — ул. Энтузиастов — ул. Попова — Павловский тракт — ул. Солнечная Поляна — ул. Взлетная — ул. С. Ускова — ул. Балтийская — ул. Сиреневая — ул. Взлетная — ул. Попова — ул. Балтийская — ул. Шумакова — Северный Власихинский проезд — ул. Лазурная — ул. Власихинская — ТЦ «Волна» | с 05:38 до 19:00 10-21 минуты с 19:00 до 22:40 50 — 110 минут                           | Маршрут был убран и создан заново |                      |                      |

## Галерея

### Актуальный ПС

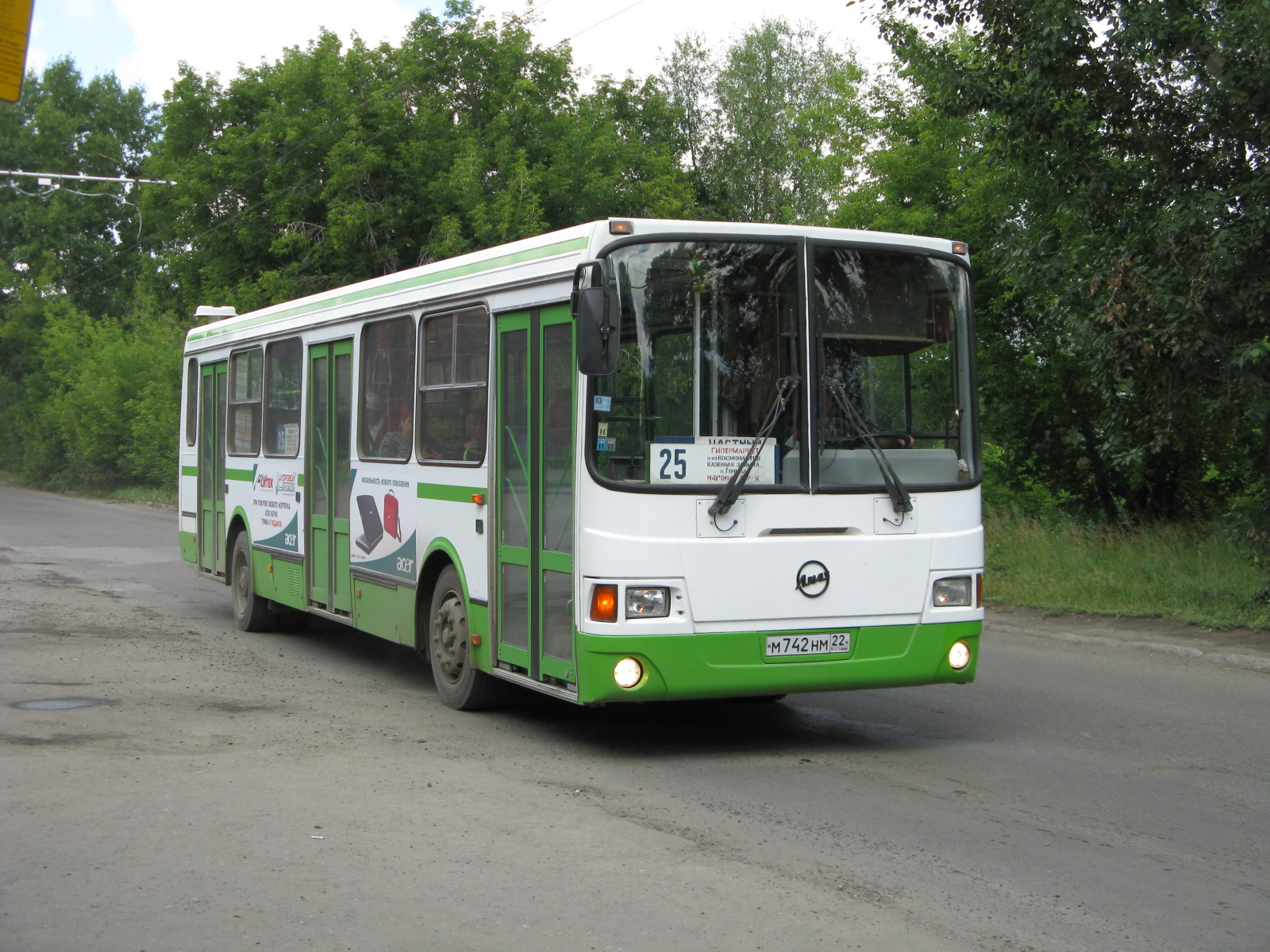
ЛиАЗ-5256
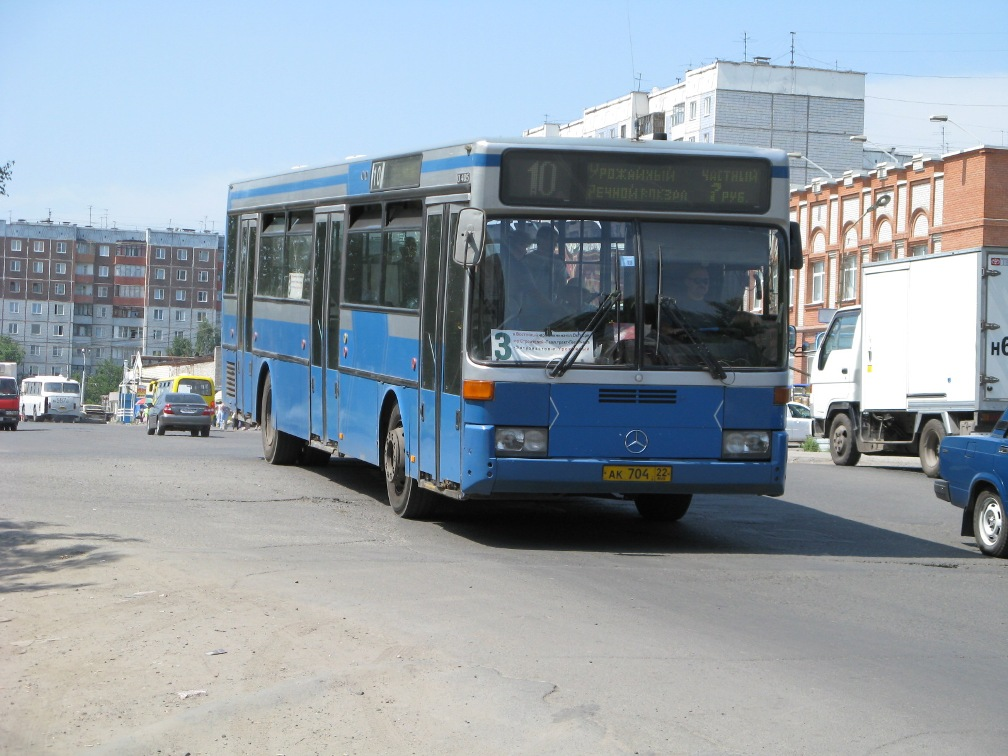
Mercedes-Benz O405, прибывший из Цюриха

### Исторический ПС

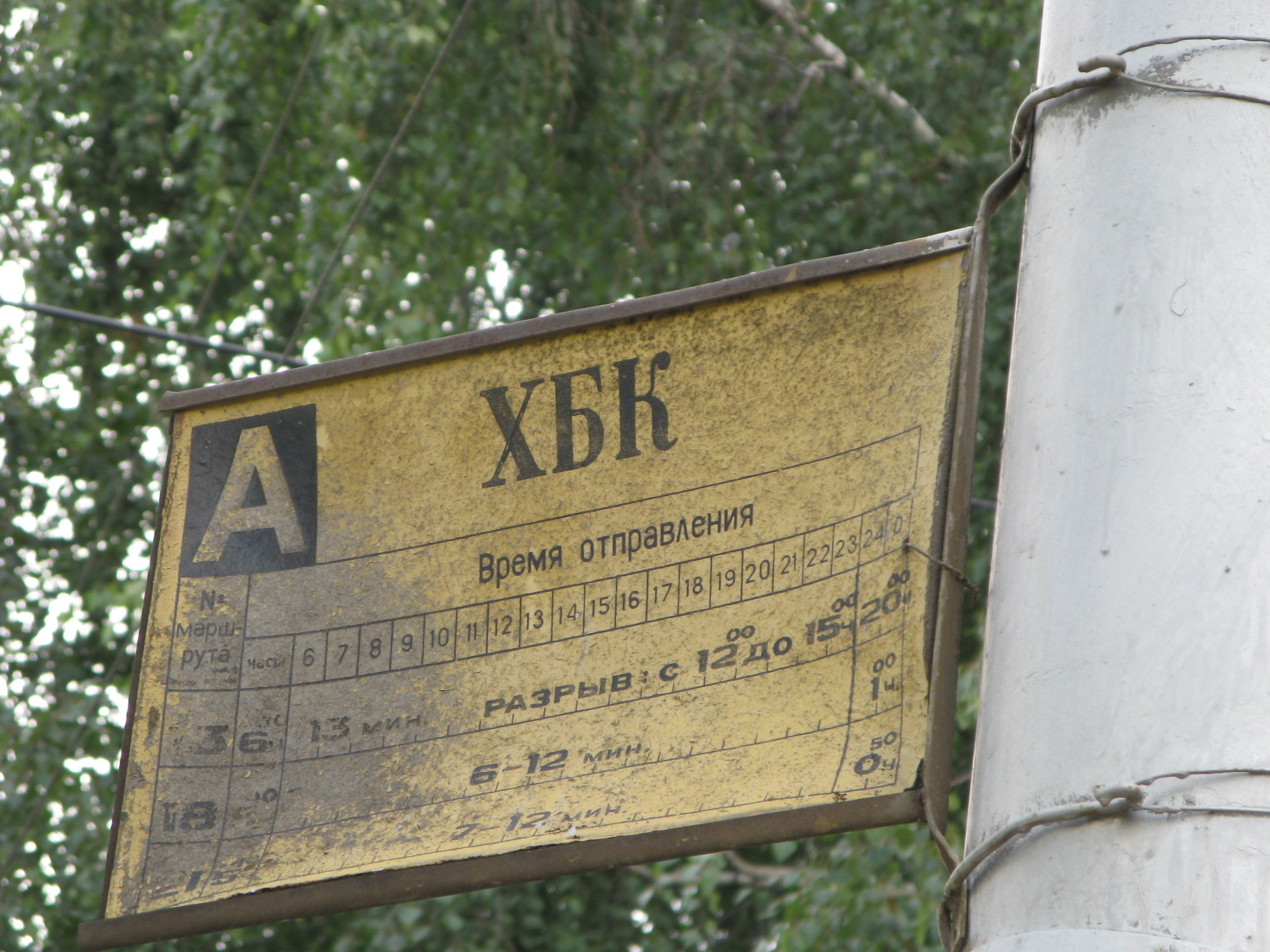
Остановочный трафарет середины 90-х
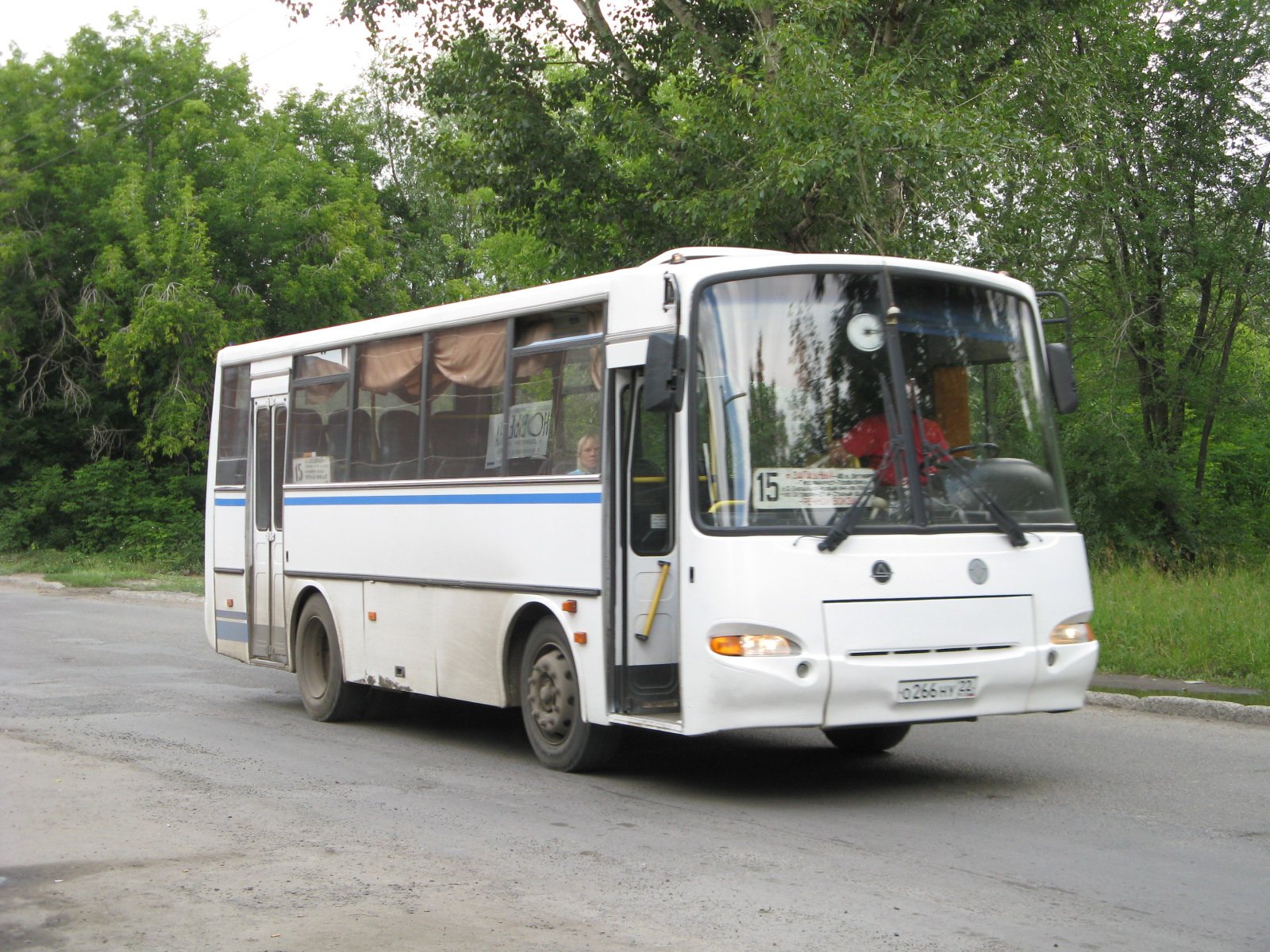
ПАЗ-4230
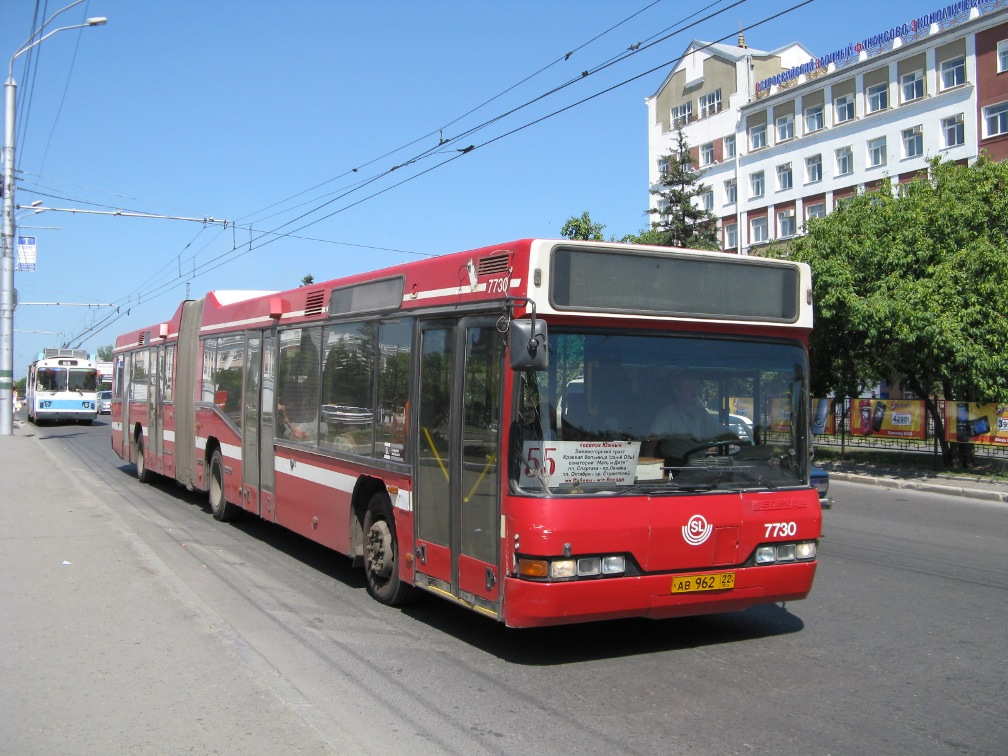
Neoplan N4021, прибывший из Стокгольма
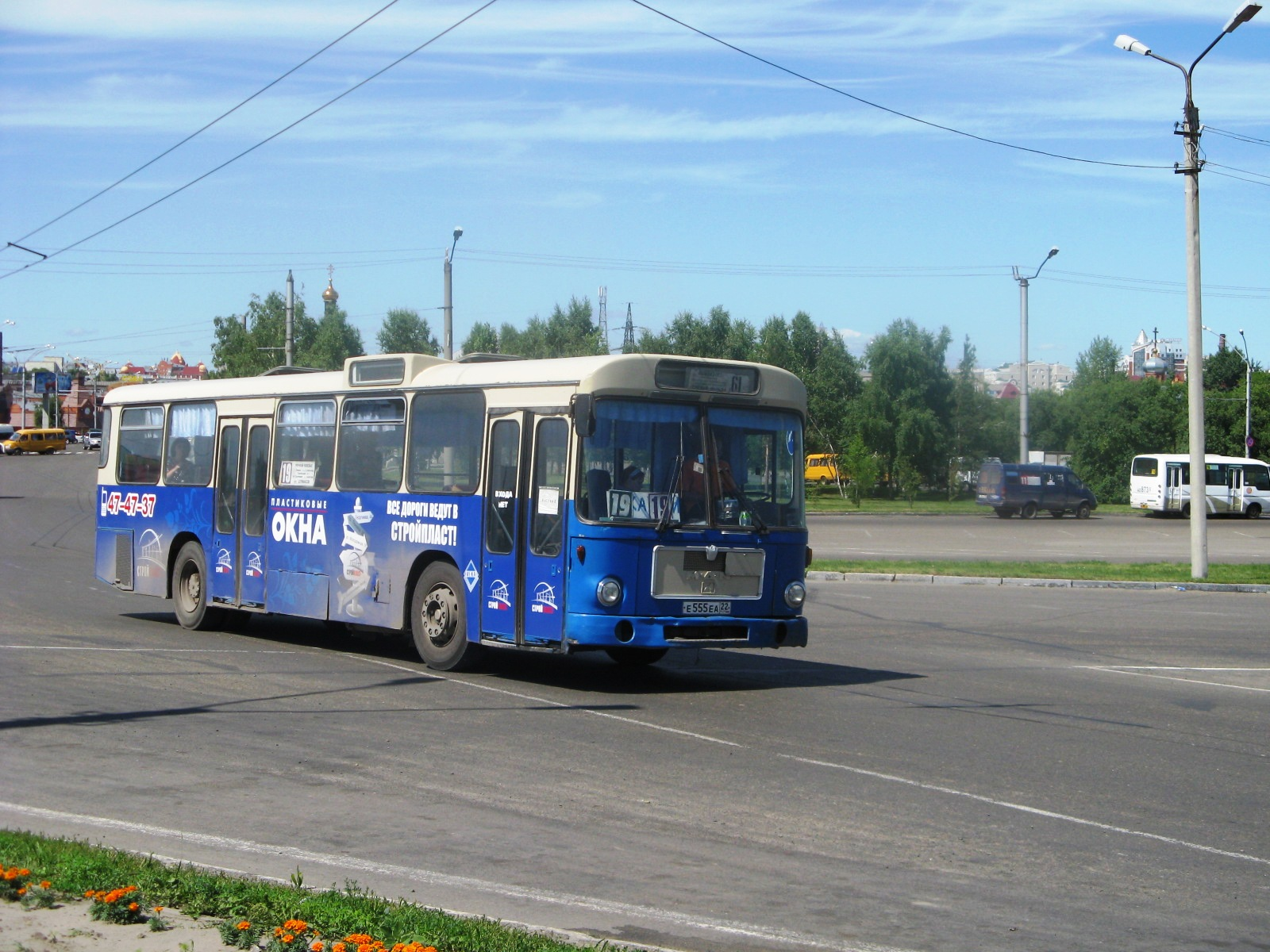
MAN SL200
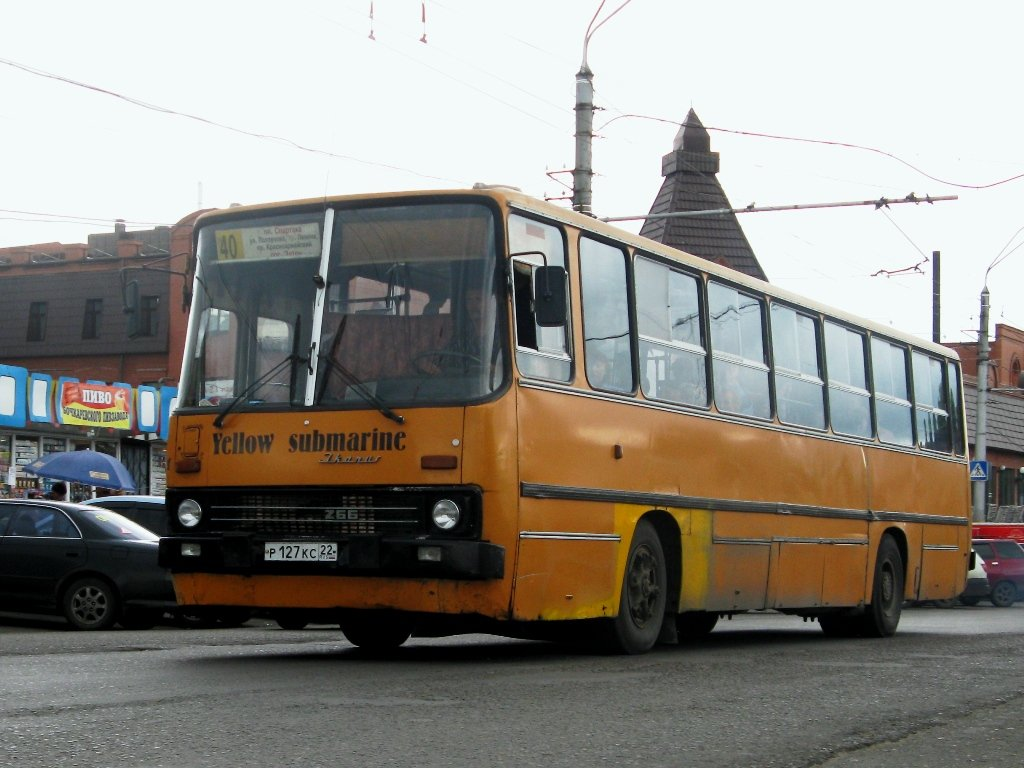
Последний маршрутный Икарус на улицах Барнаула
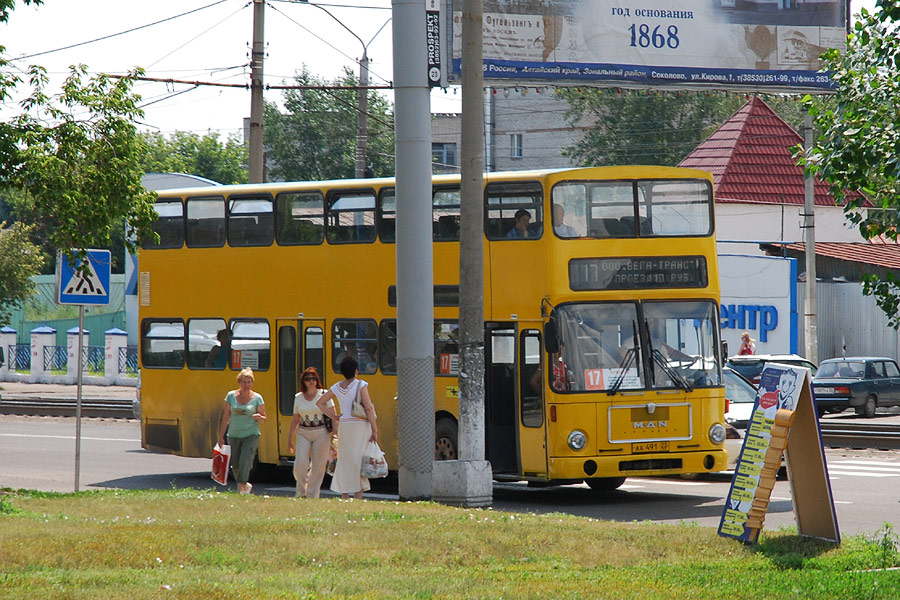
Двухэтажный автобус, ранее эксплуатировавшийся в Барнауле